# العراق في الألعاب الأولمبية الصيفية 1960
العراق تنافس في الألعاب الأولمبية الصيفية 1960 في روما، إيطاليا. 21 متنافساً، جميعهم من الرجال، شاركوا في 23 فعالية في 5 رياضات. وفاز عبد الواحد عزيز بالميدالية الأولمبية الوحيدة للبلاد.

## الحائزون على ميداليات

### برونز
عبد الواحد عزيز — رفع الأثقال، وزن خفيف رجال

## ركوب الدراجات
مثل العراق اثنين من راكبي الدراجات في عام 1960.
سابق الطريق الفردي
- محمود منعم
- حميد عريبي

## روابط خارجية
- Official Olympic Reports
- International Olympic Committee results database